# Camping Leed

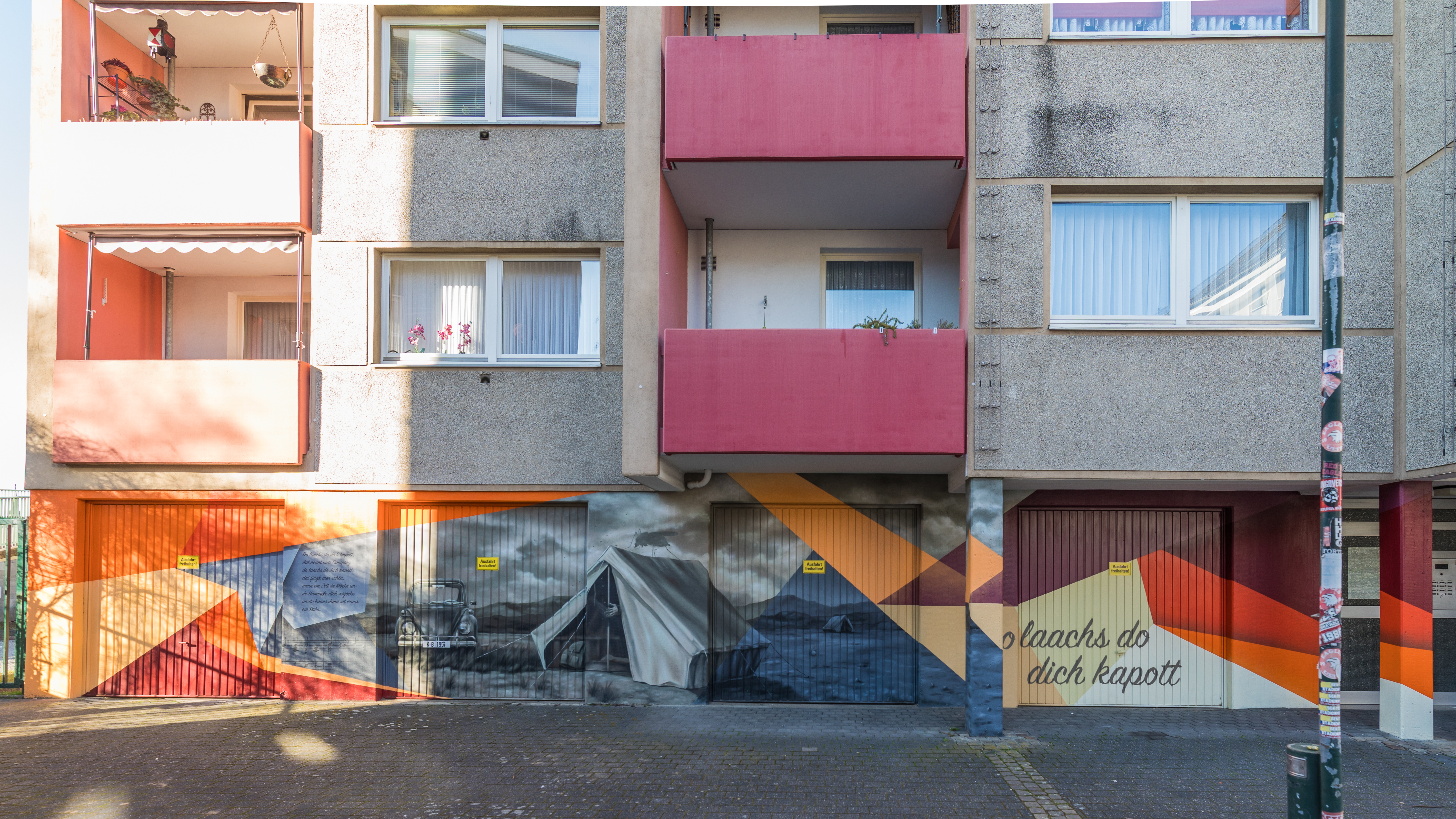
Wandgemälde mit Motiven und Liedtext auf einem Wohnhaus am Karl-Berbuer-Platz, Köln

Das Camping Leed (Do laachs de dich kapott) ist ein kölsches Karnevalslied von Karl Berbuer aus dem Jahr 1954, der von ihm mit dem Steingass-Terzett aufgenommen wurde. Das Lied ist neben Heidewitzka, Herr Kapitän und dem Trizonesien-Song das bekannteste Stück von Berbuer.

## Hintergrund
Das Lied handelt von den Vorbereitungen und dem Ausflug einer Familie zum Camping. Der Refrain summiert die Widrigkeiten des Campingausflugs:

“Do laachs do dich kapott, dat nennt mer Cämping, do laachs do dich kapott, dat fingk mer schön. Wenn em Zelt de Mökke un de Hummele dich verjökke, un do kanns dann nit eraus em Rähn.”

„Da lachst du dich kaputt, das nennt man Camping, da lachst du dich kaputt, das findet man schön. Wenn im Zelt die Mücken und die Hummeln dich stechen, und du kannst nicht heraus im Regen.“

## Coverversionen
Noch im selben Jahr wie das Original brachte das Colonia-Quartett (De Vier Botze) & Will Glahé Do laachs do dich kapott (Decca 43900) auf den Markt.
Das Lied wurde von den Höhnern 1980 auf ihrer LP Clown und der Single Am Eigelstein zo Kölle unter dem Originaltitel gecovert, 1988 von den Bläck Fööss auf ihrem Album Was habst du in die Sack unter dem Titel Camping-Lied veröffentlicht. Die Kindergruppe De Pänz vun Gereon veröffentlichten das Lied 1995 auf dem Album Uns 5 Johreszigge; SakkoKolonia 2001 auf Krätzcher, Kölsch un Kokolores.